# Torre Alem Plaza
La Torre Alem Plaza es un edificio inteligente de oficinas de clase A. Es el gemelo de la Torre Catalinas Plaza, y junto a ella forman un conjunto construido por la misma sociedad y conectado por un hall compartido. Se encuentra dentro de Catalinas Norte, en el barrio de Retiro de la ciudad de Buenos Aires, Argentina.

## Descripción
La desarrolladora Consultatio S.A., de Eduardo Costantini adquirió tres terrenos libres en el complejo Catalinas Norte, y encargó al estudio Peralta Ramos (SEPRA) (con Felipe Tarsitano como asociado) el diseño de una primera torre de oficinas clase A llamada Catalinas Plaza, que se terminó en 1995. Luego se proyectó un segundo edificio, de aspecto idéntico pero con cinco pisos de oficinas más: Alem Plaza.
La torre fue construida por la compañía Obras Civiles S.A., y se terminó a fines de 1998. Las obras estuvieron manchadas por la muerte de seis obreros que cayeron en un montacargas, desde el piso 24 ese 19 de mayo. El accidente derivó en un paro de gremial y una causa judicial que demoró la conclusión de los trabajos.
La firma CBRE se encargó de la comercialización de las oficinas, aunque Consultatio conservó 17 pisos y medio para obtener renta. La torre posee dos subsuelos con estacionamiento para 512 automóviles, un hall de acceso, un local comercial de 863 m² ocupado por una sucursal bancaria y un restaurante, y 31 pisos de oficinas de 900 m² de superficie cada uno. El edificio posee un núcleo central por donde circulan los ascensores, y los pisos son de planta libre, sumando 25.800 de superficie alquilable. En total la Torre Alem Plaza posee 38.000 m² de superficie cubierta.
En cuanto a su diseño, se trata de una torre de estilo postmoderno que se caracteriza por su muro cortina vidriado polarizado, de tono oscuro. En fachada, se destacan los accesos sobre las cuatro caras del prisma puro que forma la torre, resaltados con un pórtico de marco dorado.